# 历史的先声
《历史的先声——半个世纪前的庄严承诺》由笑蜀编撰，1999年汕头大学出版社出版，2002年博思出版集團出版，2013年香港大學新聞及傳媒研究中心再版。书籍内容是中国共产党媒体发布的各种支持民主的言论，包括1941至1946年来自《新华日报》、《解放日报》、《党史通讯》、《人民日报》及毛澤東、周恩來、劉少奇、董必武等中共領導人的短评、讲话、社论、文件等，內容是抨擊當時國民黨的「一黨專政」，主張並向全國人民承諾自己將兌現自由民主人權，反映了一段真實的歷史，即中共取得全國政權，原因之一是其對自由民主人權的承諾，這承諾得到了人民擁護，最大限度孤立了國民黨政權。這是中共建政之初一個重要的合法性來源。
笑蜀称，出版后，被时任中共中央宣传部部长丁关根在内部会议上重点抨击，随后全国查禁。